# والتر فروید
والتر فروید (۳ آوریل ۱۹۲۱ – ۸ فوریهٔ ۲۰۰۴) مهندس شیمی و عضو ارتش بریتانیا اهل اتریش بود. وی نوه زیگموند فروید بود که پس از آنشلوس به همراه دیگر اعضای خانواده خود از وین به بریتانیا گریختند.

## زندگی‌نامه
فروید در سال ۱۹۲۱ در وین به دنیا آمد. او نخستین فرزند ژان-مارتن پسر ارشد زیگموند فروید، که وکیل بود و همسرش اِرنِستین دراکِر بود. نام او با الهام از نام آنتون فون فروند (Anton von Freund)، همکار پدربزرگش نامگذاری شد.
پس از ترک وین در مارس ۱۹۳۸، پدر و مادر فروید از هم جدا شدند و او و پدرش به بریتانیا رفتند در حالی که مادر و خواهرش سوفی پیش از مهاجرت به ایالات متحده به پاریس رفتند. در هنگام دانشجویی در کالج لافبورو، او و پدرش در ماه مه ۱۹۴۰ به عنوان خارجیان دشمن بازداشت شدند. او ابتدا در زندانی در لستر و سپس در جزیره من نگهداری شد. در ماه ژوئیه، او سوار بر اچ‌ام‌تی دونرا به استرالیا تبعید شد.
پس از اصلاح سیاست بازداشت در بریتانیا، در اکتبر ۱۹۴۱ به او اجازه بازگشت به آن کشور داده شد. او سپس به سپاه پیشاهنگ سلطنتی پیوست و هجده ماه در آن کار کرد. سپس به او اجازه داده شود به «گروه اجرایی عملیات ویژه» در ۱۹۴۳ بپیوندد، چرا که وی تا حدی به زبان آلمانی زبان صحبت می‌کرد. در آوریل ۱۹۴۵ او با چتر نجات به اشتایرمارک در کوه‌های آلپ اتریش انداخته شد تا به پاگیری حضور بریتانیا پیش از نزدیک شدن ارتش سرخ کمک کند. اگرچه او از رفقای خود جدا افتاد، اما توانست راه خود را به پروازگاه استراتژیک زِلت‌وِگ برساند. او با ادعای اینکه نماینده ارتش هشتم در حال پیشروی بریتانیا بود، توانست فرمانده پروازگاه را متقاعد کرد که آن را به نیروهای متفق تسلیم سازد.

## دادگاه‌های پس از جنگ
پس از جنگ او بازپرس واحد بررسی‌های جنایات جنگی بود. او نخستین فردی بود که از برونو تش، مالک شرکت تش و اشتابنو، بازجویی کرد؛ شرکتی که مسئول تأمین بسیاری از قرص‌های سیکلون ب بود که در اردوگاه‌های مرگ نازی‌ها در جریان راه حل نهایی استفاده می‌شدند. فروید همچنین در دادگاهی آلفرد کروپ، از شرکت صنایع کروپ که متهم به بهره‌گیری از بردگان برای کار بود، و نیز در بررسی‌های کشتن بیست کودک در زیرزمین مدرسه بولن‌هوزر دام در هامبورگ مشارکت داشت.
پس از ترک وظیفه فعال در سپتامبر ۱۹۴۶ با درجه سرگرد، فروید با آنت کراروپ، کارمند دولتی دانمارکی که در تحقیقات کروپ در کپنهاگ ملاقات کرد، ازدواج کرد. پس از دریافت شهروندی بریتانیا در ژانویه ۱۹۴۷، فروید به لافبورو بازگشت و در آنجا در رشته مهندسی شیمی دانش‌آموخته شد. او توسط شرکت اکسیژن بریتانیا استخدام شد، سپس برای کار در نایلون اسپینرز بریتانیا در پونتیپول رفت. وی در ۱۹۵۷ توسط شرکت بریتیش هایدروکاربنز مستقر در لندن استخدام شد، که پس از مجموعه‌ای از ادغام‌ها بخشی از BP Chemicals شد و در آنجا تا هنگام بازنشستگی در ۵۵ سالگی در سال ۱۹۷۷ باقی ماند.
در سال ۱۹۹۴، وی برای نخستین بار پس از تبعید اجباری به عنوان مهمان دولت اتریش به وین بازگشت و آن‌ها موفقیت فروید در آزادسازی پروازگاه زلت‌وگ را با برپایی شامی افتخاری به نام وی بزرگ داشتند. واپسین اقامتگاه او در بریتانیا در اوکستد، ساری بود. والتر فروید و همسرش در «گوشه فروید» در گورستان گلدرز گرین در لندن به خاک سپرده شده‌اند.
او پدر دیوید فروید، بارون فروید است.